# Grégoire Bordillon
Grégoire Bordillon (Angers, le 18 décembre 1803  - Faye d'Anjou, le 4 juillet 1867) est un avocat, journaliste et homme politique français. Il fut préfet du Maine-et-Loire en 1848-1849 et préfet de l'Isère en 1849.

## Biographie

### Formation
Grégoire est le fils de Pierre-André Bordillon, artisan poêlier, et de Sophie Cordeau et le frère de Théodore-Julien Bordillon, ingénieur civil. Grégoire étudie le droit à Rennes de 1820 à 1824. Il est avocat stagiaire à Paris de 1825 à 1827, où il devient républicain et laïc, entre autres sous l'influence de Théodore Simon Jouffroy, auteur de Comment les dogmes finissent (1825) sur la mort des religions, dont il suit des cours. En 1827, il rentre à Angers où il est avoué jusqu'à 1830.

### Journaliste
En 1830, il devient rédacteur, avec Alexandre Freslon (futur ministre), du Journal de Maine-et-Loire, ancien journal sous la préfecture et de l’évêché acheté cette année par un groupe de bourgeois libéraux. Les bourgeois n'étant pas contents de leurs textes trop républicains, Bordillon et Freslon démissionnent en 1833. En 1840, il fondera avec Freslon et d'autres amis le journal Précurseur de L’Ouest, journal libre-penseur, premier quotidien républicain de Maine-et-Loire, qui existera jusqu'à 1851.
Grégoire Bordillon et son épouse Lise Baudron sont des amis des nantais Ange Guépin et Floresca Guépin.

### Conseiller municipal
En 1834, il est élu au conseil municipal d'Angers. 

### Préfet
À la Révolution française de 1848, il est nommé Commissaire du gouvernement de Maine-et-Loire, les 27-28 février 1848, puis préfet de Maine-et-Loire le 2 juin 1848. Il est muté préfet de l'Isère le 22 août 1849. Fervent républicain, il est destitué de sa fonction de préfet le 22 novembre 1849. Il retourne à Angers, où il devient administrateur des ardoisières de Trélazé.
Sa nécrologie fut rédigée par son amie André Léo.